# خوزه خواکیم لوپس دی لیما

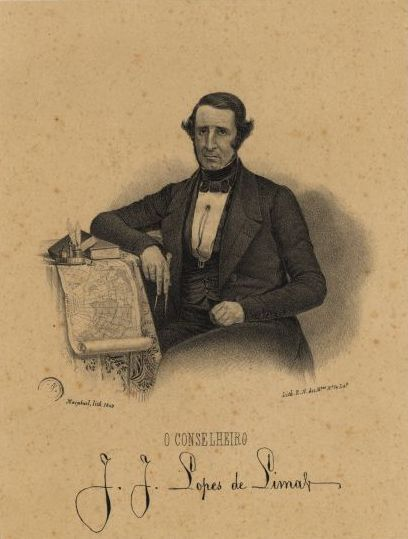
خوزه خواکیم لوپس دی لیما

خوزه خواکیم لوپس دی لیما (* بین ۱۷۹۶ و ۱۷۹۸ در پورتو/پرتغال؛ † ۸ نوامبر ۱۸۵۲ در باتاویا/هند هلند) افسر، سیاستمدار و مدیر مناطق مختلف پرتغال و سرزمین‌های ماوراء بحری پرتغالی بود. او عنوان‌های «کاپیتان دریا و جنگ» و «فرماندار تیمور و سولور» را داشت.